# Scelloides spinosus
Scelloides spinosus är en tvåvingeart som beskrevs av Octave Parent 1933. Scelloides spinosus ingår i släktet Scelloides och familjen styltflugor. Inga underarter finns listade i Catalogue of Life.